# Docear4Word
Docear4Word ist ein Add-on für Microsoft Word zum Integrieren von BibTeX-basierten bibliographischen Daten. Mit Docear4Word können automatisiert Referenzen in ein Word-Dokument eingefügt werden und Referenzlisten erstellt werden. Docear4Word ist vergleichbar mit den entsprechenden Plugins z. B. von EndNote. Es basiert auf der Citation Style Language und kann deshalb Über 1.700 Zitierstile verwenden, wie beispielsweise APA, Harvard, Springer LNCS, ACM, oder IEEE.
Docear4Word ist eigentlich Teil der Literaturverwaltungssoftware Docear, damit Docear Nutzer die mit Docear erstellten BibTeX Dateien in Microsoft Word verwenden können. Docear4Word kann jedoch auch mit BibTeX Dateien aller anderen Referenzmanagementtools verwendet werden wie z. B. JabRef.